# Вэньчан (мифология)

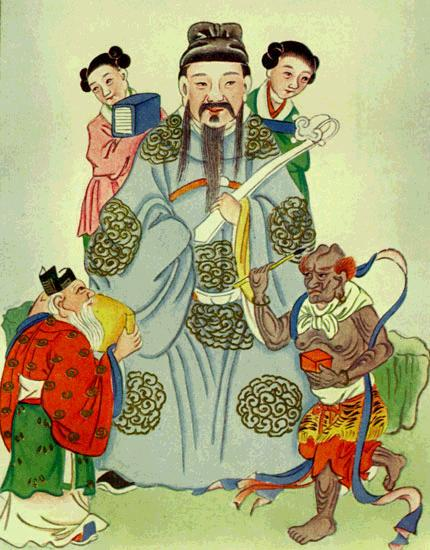
Одно из изображений Вэньчана

Вэньчан (кит. упр. 文昌, пиньинь Wénchāng) — китайский бог литературы, также его культ был широко распространён в Корее и Вьетнаме. Составные части имени переводятся как «литература» (вэнь) и «блестящий» (чан).
По одним данным отождествлялся с одной из звёзд Большой Медведицы, по другим — с множеством из 6 звёзд рядом с Большой Медведицей.

## Культ
Считается, что Вэньчан ведает всеми литературными делами, в том числе и экзаменами на право занятия чиновничьей должности. Зародился культ Вэньчана в Сычуани в X—XIII веках, в конце XIII — первой половине XIV века распространился по всему Китаю. Фигура Вэньчана ставилось либо в отдельном киоте в конфуцианских храмах, либо в отдельных построенных для них зданиях. Как правило, Вэньчан изображался сидящим в одеянии чиновника со скипетром в руке, символизирующим исполнение желаний. Рядом с Вэньчаном изображались двое его помощников: Куй-син и Чжу-и. Последний является земным представителем Вэньчана и, как считается, от него зависит судьба, от которой главным образом зависит получение учёной степени. Изображается Чжу-и в виде старика с длинной бородой, одетого во всё красное (имя Чжу-и означает «красный наряд»). Чжу-и подглядывал через плечо экзаменующихся и тайно кивал головой, подсказывая, что следует писать в сочинении.